# اندری پیسانی
اندری پیسانی (اوکراینی: Андрій Пісний؛ زادهٔ ۲۰ سپتامبر ۱۹۸۰) بازیکن فوتبال اهل اوکراین است.
از باشگاه‌هایی که در آن بازی کرده‌است می‌توان به باشگاه فوتبال اوورلا اوژهورود، باشگاه فوتبال دنیپرو، و باشگاه فوتبال مشعل مبارک اشاره کرد.